# Nemopalpus pilipes
Nemopalpus pilipes är en tvåvingeart som beskrevs av Tonnoir 1922. Nemopalpus pilipes ingår i släktet Nemopalpus och familjen fjärilsmyggor. Inga underarter finns listade i Catalogue of Life.